# Rábapatona
Rábapatona là một thị trấn thuộc hạt Győr-Moson-Sopron, Hungary. Thị trấn này có diện tích 39,75 km², dân số năm 2010 là 2453 người, mật độ 62 người/km².